# 阴阳相成
《阴阳相成》（英語：Side by Side）是2012年的美国紀錄片，由克里斯托弗·肯尼利（Christopher Kenneally）执导，Justin Szlasa和基努·里维斯制作。在第62屆柏林電影節首映和在翠貝卡電影節播出。

## 工作人员
- 基努·里维斯：演员
- 約翰·馬克維奇：演员
- 丹尼·鮑伊：导演
- 乔治·卢卡斯：导演：制作人
- 詹姆斯·卡梅隆：导演
- 大卫·芬奇：导演
- 大卫·林奇：导演
- 罗伯特·罗德里格兹：导演
- 马丁·斯科塞斯：导演
- 史蒂文·索德伯格：导演
- 沃卓斯基姐妹：导演s
- 克里斯托弗·诺兰：导演
- 乔·舒马赫：导演
- 理查德·林克莱特：导演
- 拉斯·馮·提爾：导演
- 莉娜·丹恩：导演、演员
- 葛莉塔·葛薇：演员
- Caroline Kaplan（英语：Caroline Kaplan）：制作人
- 洛倫佐·迪·波納文圖拉：制作人
- 约翰·诺尔, visual effects supervisor at 光影魔幻工業
- Tim Webber
- Dennis Muren（英语：Dennis Muren）：特技演员
- Bradford Young
- Craig Wood（英语：Craig Wood (film editor)）
- Derek Ambrosi, film editor
- Dion Beebe（英语：Dion Beebe）, A.C.S.
- Jost Vacano（英语：Jost Vacano）, A.C.S.

未完，IMDB上列出了69位演员。